# Bogusława Sochańska
Bogusława Sochańska (ur. 21 maja 1955) – polska tłumaczka i eseistka.

## Życiorys
Urodziła się 21 maja 1955 roku. Absolwentka filologii duńskiej na UAM w Poznaniu. W latach 1980–1995 była wykładowczynią w Katedrze Skandynawistyki UAM (m.in. historia literatury duńskiej i translatoryka), w latach 1995–1999 attaché ds. kultury ambasady PR w Kopenhadze. Od 1999 dyrektorka Duńskiego Instytutu Kultury w Warszawie.
Tłumaczka z języka duńskiego takich autorów jak: Hans Christian Andersen (pierwszy przekład z języka duńskiego wszystkich Baśni i opowieści), Stig Dalager, Piet Hein, Janina Katz, Knud Romer, Susanne Brøgger, Yahya Hassan, Inger Christensen, Astrid Saalbach, Line Knutzon.
Jest członkinią Stowarzyszenia Pisarzy Polskich.

## Nagrody i nominacje
- Nagroda miesięcznika Magazyn Literacki „Książki” za przekład Baśni i opowieści Hansa Christiana Andersena (2006)
- Nagroda im. Hansa Christiana Andersena za przekład Baśni i opowieści Hansa Christiana Andersena (2007)
- Duńska Nagroda dla Tłumacza Literackiego za całokształt pracy (2014)[3]
- Nagroda miesięcznika Magazyn Literacki „Książki” za przekład Dzienników Hansa Christiana Andersena (2014)[4]
- nominacja do Nagrody Literackiej Gdynia za przekład Dzienników Hansa Christiana Andersena (2015)[5]
- nominacja do Nagrody Europejski Poeta Wolności za przekład tomu Yahya Hassan. Wiersze (2016)
- Nagroda Literacka Gdynia za przekład Alfabetu Inger Christensen (2019)[6]
- Nagroda ZAiKS-u za przekład literatury obcej na język polski (2020)[7]